# Episodi di Mr. Cooper (terza stagione)
La terza stagione della serie televisiva Mr. Cooper è stata trasmessa in anteprima negli Stati Uniti d'America dalla ABC tra il 23 settembre 1994 e il 12 maggio 1995.
| nº | Titolo originale            | Titolo italiano | Prima TV USA      | Prima TV Italia |
| -- | --------------------------- | --------------- | ----------------- | --------------- |
| 1  | Call Me Irresponsible       |                 | 23 settembre 1994 |                 |
| 2  | My Bodyguard                |                 | 30 settembre 1994 |                 |
| 3  | Between Friends             |                 | 7 ottobre 1994    |                 |
| 4  | He Said, She Said           |                 | 14 ottobre 1994   |                 |
| 5  | Matinee                     |                 | 21 ottobre 1994   |                 |
| 6  | Mo Money                    |                 | 28 ottobre 1994   |                 |
| 7  | Instant Replay              |                 | 4 novembre 1994   |                 |
| 8  | House Guest                 |                 | 11 novembre 1994  |                 |
| 9  | My Achy Breaky Back         |                 | 18 novembre 1994  |                 |
| 10 | True Romance                |                 | 25 novembre 1994  |                 |
| 11 | Clothes Make the Man        |                 | 2 dicembre 1994   |                 |
| 12 | Christmas Show              |                 | 16 dicembre 1994  |                 |
| 13 | Coach                       |                 | 6 gennaio 1995    |                 |
| 14 | One Is the Loneliest Number |                 | 13 gennaio 1995   |                 |
| 15 | True Lies                   |                 | 27 gennaio 1995   |                 |
| 16 | The Ringer                  |                 | 3 febbraio 1995   |                 |
| 17 | Down in the Dumps           |                 | 10 febbraio 1995  |                 |
| 18 | Hero                        |                 | 17 febbraio 1995  |                 |
| 19 | Here Comes the Groom        |                 | 24 febbraio 1995  |                 |
| 20 | The Matchmaker              |                 | 28 aprile 1995    |                 |
| 21 | Guys' Night Out             |                 | 5 maggio 1995     |                 |
| 22 | High Hopes                  |                 | 12 maggio 1995    |                 |